# Les Périades
Les Périades (dette anche in forma più completa Aiguilles des Périades) sono una serie di guglie rocciose del Massiccio del Monte Bianco. Si trovano in Alta Savoia (Francia).

## Caratteristiche
Sono collocate nel Gruppo di Rochefort a nord del Mont Mallet. Il Col du Mont Mallet le separa a sud dal Mont Mallet mentre a nord il Col du Tacul le divide dall'Aiguille du Tacul. Ad oriente delle Périades scende il ghiacciaio del Mont Mallet mentre ad occidente si forma il ghiacciaio des Periades.
Percorrendo la cresta da sud verso nord le guglie principali che si incontrano sono:
- Pointe Auguste Cupelin - 3.549 m
- Pointe 3517 m
- Pointe de la Fenêtre - 3.507 m
- Pointe de Sisyphe - 3.460 m
- Pointe Alfred Simond 3.457 m
- Pointe Nini - 3.455 m
- Pointe Francois Simond - 3.493 m
- Pointe des Périades (o Pointe Paul Perret) - 3.503 m

Les Périades sono divise in tre parti dalla Brèche Puiseux o Brèche Supérieure des Périades e dalla Brèche des Périades.
Nei pressi della Pointe de Sisyphe si trova il Bivacco Paul Chevalier alle Périades (3.455 m).